# Liste der Baudenkmäler in Landshut-Berg
In der Liste der Baudenkmäler in Landshut–Berg sind die Baudenkmäler im Landshuter Stadtbezirk 08 Berg aufgelistet.
Diese Liste ist eine Teilliste der Liste der Baudenkmäler in Landshut. Grundlage der Liste ist die Bayerische Denkmalliste, die auf Basis des bayerischen Denkmalschutzgesetzes vom 1. Oktober 1973 erstmals erstellt wurde und seither durch das Bayerische Landesamt für Denkmalpflege geführt und aktualisiert wird. Die folgenden Angaben ersetzen nicht die rechtsverbindliche Auskunft der Denkmalschutzbehörde.

## Baudenkmäler
| Lage | Objekt                                          | Beschreibung | Akten-Nr.      | Bild                     |
| --- | ----------------------------------------------- | --- | -------------- | ------------------------ |
| Adelmannstraße 2 (Standort)                                                                                 | Adelmannschloss                                 | stattlicher dreigeschossiger Bau von sieben zu fünf Obergeschossachsen, mit Walmdach, 2. Hälfte 17. Jh.; mit gemauerter Garteneinfriedung. | D-2-61-000-566 | weitere Bilder           |
| Am Graben 15 (Standort)                                                                                     | Wohnhaus                                        | zweigeschossiger und siebenachsiger Bau mit Krüppelwalmdach, 18. Jh. | D-2-61-000-568 | weitere Bilder           |
| Am Graben 17 (Standort)                                                                                     | Wohnhaus                                        | erdgeschossiger, breitgelagerter Satteldachbau, im Giebelfeld spätgotischer Flacherker, wohl Ende 15. Jh. | D-2-61-000-569 | weitere Bilder           |
| Am Graben 18 (Standort)                                                                                     | Wohnhaus                                        | erdgeschossig, giebelständig, mit steilem Satteldach, Blockbau mit verbrettertem Giebel, 1502 (dendro. dat.). | D-2-61-000-570 | weitere Bilder           |
| Am Graben 20 (Standort)                                                                                     | Ehem. Handwerkerhaus                            | zweigeschossiger und giebelständiger Satteldachbau, 1. Hälfte 19. Jh. | D-2-61-000-571 | weitere Bilder           |
| Am Graben 21 (Standort)                                                                                     | Wohnhaus                                        | zweigeschossiger und giebelständiger Satteldachbau, 1. Hälfte 19. Jh. | D-2-61-000-572 | weitere Bilder           |
| Am Graben 22 (Standort)                                                                                     | Wohnhaus                                        | zweigeschossiger und giebelständiger Satteldachbau, 1. Hälfte 19. Jh., im Kern wohl älter. | D-2-61-000-573 | weitere Bilder           |
| Am Graben 23 (Standort)                                                                                     | Wohnhaus                                        | erdgeschossig mit steilem Satteldach, teils Blockbau, verputzt, 1494/95 (dendro. dat.) | D-2-61-000-574 | weitere Bilder           |
| Am Graben 24 (Standort)                                                                                     | Wohnhaus                                        | zweigeschossig, giebelständig, mit vorgezogenem Halbwalmdach und darunter liegendem Balkon, 1. Hälfte 19. Jh. | D-2-61-000-575 | weitere Bilder           |
| Am Graben 34 (Standort)                                                                                     | Wohnhaus (ehem. Weinschänke)                    | erdgeschossiger Bau mit weit herabgezogenem Krüppelwalmdach, Kernbau und Dachkonstruktion spätmittelalterlich, Umbau und Erweiterung im 17./18. Jh. | D-2-61-000-577 | weitere Bilder           |
| Annabergweg 6 (Standort)                                                                                    | Villa                                           | zweigeschossiger Walmdachbau mit Standerker, Risaliten und polygonalem Fassadenturm, für den Landshuter Maschinenfabrikanten Johann Sommer errichtet, 1898; Garage, kleiner Satteldachbau, Anfang 20. Jh.; Garten, Anlage im Englischen Stil, mit Terrassierungen und eingetieftem Brunnen aus Beton, vielfältiger Baumbestand vor allem in Randlage, erhaltene Teile der Einfriedung mit Eisenpfosten und nördlichem Gartentor, angelegt um 1900; Gartenpavillon, Eisenkonstruktion mit Holzgitter und Zeltdach, gleichzeitig. | D-2-61-000-792 | BW                       |
| Annabergweg 7 (Standort)                                                                                    | Villa                                           | zweigeschossiger Bau mit Mansardwalmdach, 1891 | D-2-61-000-578 | weitere Bilder           |
| Annabergweg 11 (Standort)                                                                                   | Dräxlmaierschlösschen                           | Zweigeschossiger Walmdachbau mit Mittelrisalit, spätklassizistisch, von Johann Baptist Bernlochner, 1832; mit Ausstattung; rechteckiger Aussichtspavillon, mit toskanischen Säulen umstellt, zurzeit abgebaut und eingelagert; Park, teils im französischen, teils im englischen Gartenstil mit vielen seltenen Sträuchern und Baumarten | D-2-61-000-579 | weitere Bilder           |
| Nähe Bernlochnerschluchtweg (Standort)                                                                      | VIII. Burgfriedensstein                         | von 1766, am Verschönerungsvereinsweg oberhalb der Bernlochnerschlucht (Im offiziellen Flyer der Stadt Landshut: Standort 35; Burgfriedensstein XI) | D-2-61-000-21  | VIII. Burgfriedensstein  |
| Nähe Bernlochnerschluchtweg (Standort)                                                                      | IX. Burgfriedensstein                           | Fragment o. J., steht auf der Bergkuppe 50 m oberhalb der Bernlochnerschlucht und des Franziskanerklosters, am Trampelpfad 150 m vor der Herzoggartenmauer (Im offiziellen Flyer der Stadt Landshut: Standort 36; Burgfriedensstein VI) | D-2-61-000-22  | IX. Burgfriedensstein    |
| Brühfeldweg 34 (Standort)                                                                                   | Villa                                           | zweigeschossiger und verputzter Massivbau mit Mansardwalmdach, Geschossgliederung und vorgestelltem Treppenhaus nach Norden, letztes Viertel 19. Jahrhundert | D-2-61-000-807 | weitere Bilder           |
| Bründlweg 19 (Standort)                                                                                     | Kath. Wallfahrtskirche Maria Bründl             | kleiner barocker Saalbau mit Zwiebeltürmchen, 1719; mit Ausstattung | D-2-61-000-580 | weitere Bilder           |
| Burg Trausnitz 168 (Standort)                                                                               | Burg Trausnitz                                  | Burganlage, Kernburg bestehend aus Georgskapelle, 1517 eingewölbt, Fürstenbau, Dürnitzbau, Söller, Damenstock und Torbau, alle Bauteile im Kern mittelalterlich wohl um 1204 entstanden, vielfach unter den Herzögen Ludwig X. (von 1516 bis 1543) und Wilhelm V. in Renaissanceformen umgestaltet; mit Ausstattung; Pfaffenstöckl, 1528 und Schlosspflegerhaus, 1555; Brunnenhaus, wohl 15. Jh., Brunnen mit eisernem Schöpfwerk, bez. 1525; Wittelsbacherturm, 1. Hälfte 13.-15. Jh.; Befestigungsanlage, bestehend aus Zwinger, Löwengraben, Brücke, Hühnergraben, Falken-, Waffen-, Münz-, Pulver-, Hunger- und Wasserturm (erbaut 1577) sowie einer Reihe weiterer Mauertürme ohne eigene Bezeichnung, ferner Wehrmauern und Wehrgänge, sog. Schwedentor und Äußeres Burgtor, alle im Kern größtenteils mittelalterlich; Hofstall, wohl 16. Jh.; Kellergebäude, erbaut 1558 unter Verwendung eines älteren Kellers von 1541/42; Ursprüngliche Zufahrt zur Burg Trausnitz, angelegt im 13. Jh., unter Herzog Ludwig dem Reichen im Bereich des sog. "Überreitertors" teilweise verlegt. (Geschütztes Kulturgut) | D-2-61-000-563 | weitere Bilder           |
| Burg Trausnitz 168; Fürstentreppe; Grillweg 2; Grillweg 4; Hofgarten; Hofgarten 3; Marienplatz 9 (Standort) | Hofgarten                                       | mit Ummauerung und sog. Haag unterhalb der Burg; Hofgärtnerhaus, zweigeschossig mit Walmdach, im Kern angeblich noch 18. Jh.; Steinfiale mit Werkstücken vom Turm der Martinskirche, 1875 hierher übertragen | D-2-61-000-565 | weitere Bilder           |
| Burg Trausnitz 168 (Standort)                                                                               | XXIII. Burgfriedenssäule                        | XXIII. Burgfriedenssäule, o. J., steht an der Fürstentreppe (Fußweg zur Burg Trausnitz) (Im offiziellen Flyer der Stadt Landshut: Standort 38; Burgfriedenssäule XX) | D-2-61-000-17  | XXIII. Burgfriedenssäule |
| Edmund-Jörg-Straße 4 (Standort)                                                                             | Ehem. Jägerhaus                                 | zweigeschossiger Satteldachbau mit Erkertürmchen, im Kern 16./17. Jh. | D-2-61-000-581 | weitere Bilder           |
| Edmund-Jörg-Straße 19, 21 (Standort)                                                                        | Ehem. Schulhaus                                 | mit Wohnhaus, erdgeschossiger Satteldachbau, um 1760 | D-2-61-000-584 | weitere Bilder           |
| Gerhart-Hauptmann-Straße 16 (Standort)                                                                      | Sogenannte "Schreyer-Villa"                     | zweigeschossiger Walmdachbau mit viergeschossigem Eckturm, erbaut 1889 nach Plänen von Josef Niederöcker aus Vilsbiburg | D-2-61-000-211 | weitere Bilder           |
| Grillweg 2 (Standort)                                                                                       | Ehem. Kühbauernanwesen                          | früher wohl Schmiede der Ziegelei, erdgeschossiger Bau mit Satteldach, Anfang 19. Jh. | D-2-61-000-222 | weitere Bilder           |
| Hofgarten 3 (Standort)                                                                                      | Torbau                                          | zweigeschossiger Putzbau mit Satteldach und klassizistischem Einfahrtstor, erbaut 1784 | D-2-61-000-223 | weitere Bilder           |
| Hofgarten 3 (Standort)                                                                                      | Sog. Herzogsgarten                              | im Kern 1578 von Herzog Wilhelm V. angelegter "Lust- und Irrgarten", dessen Ummauerung sich teilweise erhalten hat, klassizistische Umgestaltung nach Plänen von Friedrich Ludwig Sckell 1784; sog. Herzogsschlösschen, erdgeschossiger Walmdachbau mit Mezzaningeschoss, erbaut ab 1782 von Stadtmaurermeister Thaddäus Leitner für Herzog Wilhelm von Birkenfeld-Gelnhausen; davor klassizistisches Denkmal für Friedrich Ludwig und Matthias Sckell, 1784 | D-2-61-000-564 | weitere Bilder           |
| Kalcherstraße (Standort)                                                                                    | Wasserturm                                      | mit leicht vorkragender Wasserstube und Zeltdach, bez. 1886/87, Umbau und Aufstockung 1953 | D-2-61-000-588 | weitere Bilder           |
| Kalcherstraße 24 (Standort)                                                                                 | Volksschule                                     | zweigeschossiger Putzbau in neubarocken Formen mit Runderkertürmchen, 1907/08 | D-2-61-000-587 | weitere Bilder           |
| Kalcherstraße 30 (Standort)                                                                                 | Gasthof zum Ochsenwirt                          | zweigeschossiger Satteldachbau mit Giebelzinne, 2. Hälfte 19. Jh., im Kern wohl noch 18. Jh., gewölbte Keller und Zisterne | D-2-61-000-589 | weitere Bilder           |
| Pfarrgasse 7, 9 (Standort)                                                                                  | Doppelhaus                                      | langgestrecktes, zweigeschossiges Wohnhaus mit zwei getrennten Eingängen, traufständig mit Satteldach, wohl 1. Hälfte 19. Jh. | D-2-61-000-590 | weitere Bilder           |
| Pfarrgasse 11 (Standort)                                                                                    | Kath. Pfarrkirche Hl. Blut                      | einschiffige, gewölbte Anlage, spätgotisch, Mitte 15. Jh., an der Westseite Vorhalle und zwei runde Flankentürme; mit Ausstattung; Friedhofsummauerung, wohl im Kern noch spätmittelalterlich; Leichenhalle, 2. Hälfte 19. Jh.; Grabmal des Pfarrers Anton Mayr, neugotisch von Wilhelm Schweinberger 1870; vor der Kirche Wasserbecken mit schmiedeeisernem Gitter, 19. Jh. | D-2-61-000-591 | weitere Bilder           |
| Pönaiergasse 8 (Standort)                                                                                   | Ehem. Bauernhaus                                | zweigeschossig, Blockbau-Obergeschoss mit Laube, aufgemalte Sonnenuhr, Halbwalmdach zum Hof, zur Straße Vollwalm, um 1800; Nebengebäude mit Krüppelwalmdach, 19. Jh. | D-2-61-000-592 | weitere Bilder           |
| Pönaiergasse 10 (Standort)                                                                                  | Ehemaliger Stadel,                              | eingeschossiger Massivbau mit Schopfwalmdach, 19. Jh.; ehemaliges Nebengebäude zu Pönaiergasse 8 | D-2-61-000-789 | Ehemaliger Stadel,       |
| In Salzdorf (Standort)                                                                                      | Kath. Kirche St. Ottilia                        | einfacher Saalbau mit netzrippengewölbtem Chor und unverputzter Südturm; 2. Hälfte 15. Jh.; mit Ausstattung; Friedhofsummauerung | D-2-61-000-603 | weitere Bilder           |
| Schönbrunner Straße 14 (Standort)                                                                           | Kelleranlage der ehemaligen Brauerei Prantlbräu | drei hohe tonnengewölbte, parallel in den Hang angelegte Bierkeller mit vorgelagertem Verbindungsgang und Lüftungsschächten, Ziegelstein, 19. Jh. | D-2-61-000-772 | BW                       |
| Weickmannshöhe (bei Bernbeckweg 28) (Standort)                                                              | Kriegerdenkmal mit Einfriedung                  | zur Erinnerung an die im Lazarett verstorbenen Soldaten der Kriege 1806 bis 1809, Pfeiler über Sockel, mit Blendbögen, Inschriften und Bekrönung, neugotisch, 1899. | D-2-61-000-770 | weitere Bilder           |

## Ehemalige Baudenkmäler
In diesem Abschnitt sind Objekte aufgeführt, die früher einmal in der Denkmalliste eingetragen waren, jetzt aber nicht mehr. Objekte, die in anderem Zusammenhang – also z. B. als Teil eines Baudenkmals – weiter eingetragen sind, sollen hier nicht aufgeführt werden. Aktennummern in diesem Abschnitt sind ehemalige, jetzt nicht mehr gültige Aktennummern.
| Lage                  | Objekt   | Beschreibung                                                                       | Bemerkungen | Bild |
| --------------------- | -------- | ---------------------------------------------------------------------------------- | ----------- | ---- |
| Am Graben 14          | Wohnhaus | Zweigeschossiger Bau mit Krüppelwalmdach, Anfang 19. Jh. Typisches Handwerkerhaus. |             |      |
| Am Graben 32          | Wohnhaus | Zweigeschossig mit Krüppelwalmdach, wohl 19. Jh.                                   |             |      |
| Edmund-Jörg-Straße 14 | Wohnhaus | Eingeschossiger Bau mit Satteldach, 19. Jh.                                        |             |      |
| Edmund-Jörg-Straße 15 | Wohnhaus | Eingeschossiger Bau mit barockem Giebel, 19. Jh.                                   |             |      |
| Edmund-Jörg-Straße 28 | Wohnhaus | Eingeschossiger Bau mit Krüppelwalmdach, 18. Jh.                                   |             |      |
| Grillparzerstraße 31  | Wohnhaus | Mansardwalmdach                                                                    |             |      |